# Tour de la Princesse Maria

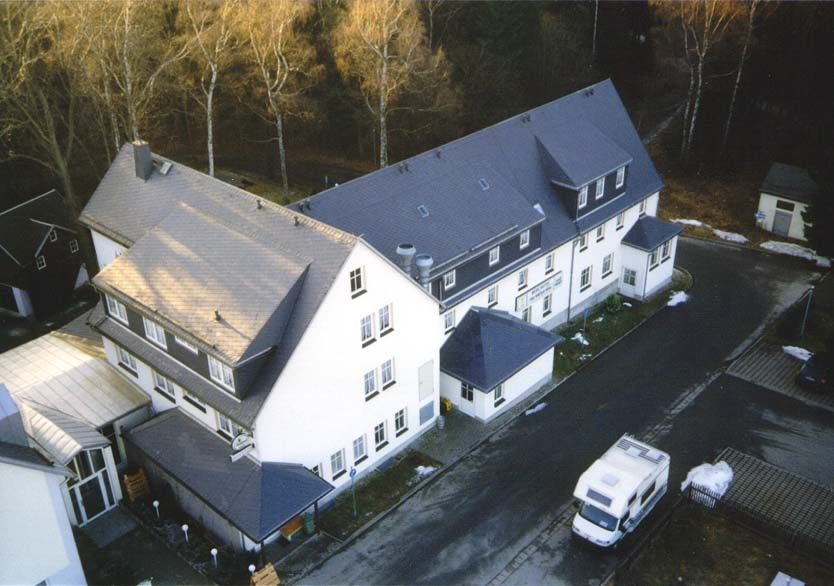
Vue sur l'hôtel de montagne Drei Brüderhöhe depuis la tour de guet

La Tour de la princesse Maria (en allemand : Prinzeß-Marien-Turm) était une tour d'observation construit en 1883 par la compagnie  C. Reinsch  de Dresde sur la montagne des trois frères. La Tour de la princesse Maria, en acier, avait une hauteur de 18 mètres. 
Elle a été démolie en 1977, à cause de son mauvais état, mais son sommet est encore visible dans un camp militaire.
En 1994, une nouvelle tour d'observation d'une hauteur de 24,8 mètres a été construite sur la montagne de trois frères.